# Conférence de Poros

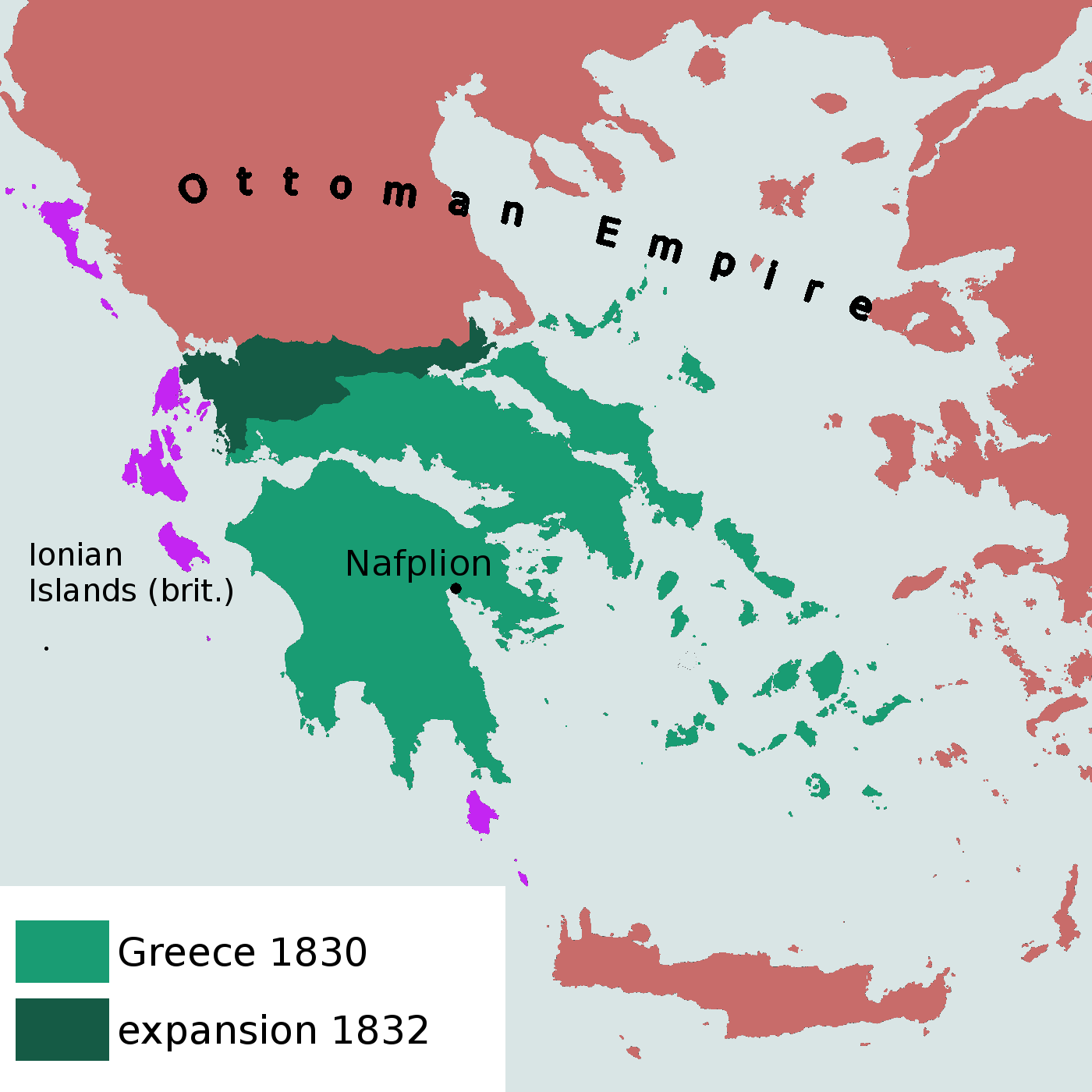
La vision de l'Europe pour la frontière grecque en 1830.

La conférence de Poros s'est tenue en 1828 sur l'île de Poros, immédiatement après la bataille de Navarin, et avait pour tâche de délimiter la future frontière terrestre entre l'Empire ottoman et le nouvel État grec. La conférence réunit les trois grandes puissances, garantes de la déclaration d'indépendance de la Grèce, à savoir la Grande-Bretagne, la France et la Russie.
Les trois grandes puissances proposèrent une ligne Aspropotamos–Spercheios très méridionale, reliant le golfe de Patras au golfe Maliaque le long des fleuves Aspropotamos et Sperchiós.
Pour la Grèce, Ioánnis Kapodístrias présenta deux propositions de frontière terrestre :
1. une ligne Vjosa-Bistritsa allant de l'Épire à la Thessalie incluses dans l'État grec ;
2. une ligne Arta-Vólos, nettement moins septentrionale, reliant le golfe Ambracique au golfe Pagasétique et laissant aux Ottomans non seulement la Macédoine, mais aussi l'Épire et la Thessalie ; elle était tout de même plus avantageuse pour la Grèce que la ligne Aspropotamos–Spercheios.

La conférence de Poros avait aussi envisagé un rattachement à la Grèce de la principauté de Samos et il y eut même une proposition pour la Crète, mais elles furent rejetées.
Après d'âpres discussions, la ligne Arta-Volos, plus facile à défendre de part et d'autre d'un point de vue militaire, fut finalement adoptée le 22 mars 1829 lors de la signature du Protocole de Londres. Les musulmans d'Étolie, Phocide, Béotie, Attique, Eubée et Péloponnèse devaient quitter ces régions et être remplacés par des Grecs venus d'Épire, Thessalie et autres régions du Nord. Le nouvel État grec incluait aussi les Cyclades.
Bien qu'il y ait participé, l'Empire ottoman n'entérina pas immédiatement les décisions de la conférence de Poros et continua à insister pour l'adoption de la ligne Aspropotamos–Spercheios, mais, ayant perdu la guerre russo-turque de 1828-1829, il fut contraint d'accepter la ligne Arta-Volos au Traité d'Andrinople (1829).